# ملعب تيفولي الجديد
ملعب تيفولي الجديد، وهو ملعب متعدد الإستخدامات في انسبروك في النمسا، وهو يستخدم حالياً لمباريات نادي واكر تيرول، ويستوعب الملعب 17,400 متفرج، وقد بني في عام 2000، وفي كأس الأمم الأوروبية لكرة القدم 2008 تمت زيادة عدد المقاعد إلى 30,000.
و قد سمي الملعب باسم تيفولي الجديد، تخليداً لإسم ملعب تيفولي، والذي هدم في عام 2004 بعد أربعة سنوات من افتتاح الملعب الجديد.[بحاجة لمصدر]